# Manuel Martínez Canales
Manuel Martínez Canales, noto come Manolín, (Getxo, 21 maggio 1928 – Saragozza, 25 luglio 2014), è stato un calciatore spagnolo, di ruolo centrocampista.

## Carriera

### Club
Dopo aver esordito in prima squadra con società minori basche, passa prima al Racing Ferrol, e poi all'Athletic Bilbao, con cui debutta in Primera División spagnola nella stagione 1949-50, nella partita Athletic Bilbao-Barcellona 3-1 del 4 settembre 1949.
Con i Rojiblancos  trascorre sei stagioni, in cui vince due coppe del Re, per passare poi al Real Madrid. Dopo un solo campionato viene acquistato dal Real Saragozza, con cui trascorre altre tre annate nel massimo campionato spagnolo.
Segue un trasferimento al Recreativo Huelva, per concludere la carriera all'Indautxu nel 1962.

### Nazionale
Conta una presenza con la Nazionale di calcio della Spagna, risalente al 5 luglio 1953 in Argentina-Spagna 1-0.

## Palmarès

### Club

#### Competizioni nazionali
- Coppa di Spagna: 2

Athletic Bilbao: 1949-1950, 1954-1955
- Coppa Eva Duarte: 1

Athletic Bilbao: 1950

#### Competizioni internazionali
- Coppa dei Campioni: 1

Real Madrid: 1955-1956
- Coppa Latina: 1

Real Madrid: 1955